# Seznam tujih slovenistov
Seznam slovenistov.
Seznam slovenistov, ki delujejo (so delovali) v tujini

## B
Marija Bajzek -
Wilhelm Baum - Agnieszka Będkowska Kopczyk - Marianna Leonidovna Beršadska - Michael E. Biggins - David Blažek - Maria Bobrownicka - Vasilij Aleksejevič Bogorodicki - Sergio Bonazza - Arnaldo Bressan - Brigitte Busch

## C
Bartolomeo Calvi -
Ivan Cesar -
Henry R. Cooper - Arduino Cremonesi Pillepich - Arturo Cronia?

## Č
Iskra Vasiljevna Čurkina -

## D
Zdzisław Darasz - Reginald De Bray -
William Derbyshire - Aleksandr Duličenko - Előd Dudás

## Đ
Maja Đukanović - Vlado Đukanović

## F
Goran Filipi - František Frýdecký

## G
Gerhard Giesemann - Wolf Giusti -
Marc L. Greenberg - Marlena Gruda

## I
Muris Idrizović - Aleksander Isačenko -

## J
Richard Jackson - Manfred Jähnichen - Harald Jaksche - Alojz Jembrih

## K
Ludvik Karničar - Irma Kern - Ljubov A. Kirilina -
Frederik Kortlandt -
Zvonko Kovač -
Erwin Köstler - Ljubov Viktorovna Kurkina

## L
Janko Lavrin - Henry Leeming -
Rado L. Lencek - Andrea Leskovec -
Florjan Lipuš -
István Lukács -
Grant Lundberg - Horace Gray Lunt

## M
Mieczysław Małecki - Juraj Martinović - Giovanni Maver - Nina Borisovna Mečkovska - Vojtěch Měrka (Mierka) -
Nikolai Mikhailov -
Marija Mitrović -
Bruno Meriggi - Leszek Moszyński

## N
Krešimir Nemec -
Gerhard Neweklowsky -
Erich Nussbaumer -

## O
Klaus Detlef Olof - Bożena Ostromęcka-Frączak

## P
Luko Paljetak - Jaroslav Pánek -
Joseph Paternost - Žana Perkovskaja - Jürgen Petermann - Anita Peti-Stančić - Jan Petr - Věra Petráčková? - Ljudmila I. Pirogova - Olga Sergejevna Plotnikova -
Timothy Pogacar -
Tom Priestly -
Erich Prunč -

## R
Jochen Raecke - Jevgenija Ivanovna Rjabova (1925-76)

## S
Linda Sadnik Aitzetmüller - Peter Scherber - Joanna Sławińska -
Julija Sozina -
Edward Stankiewicz -
Nadežda Starikova -
Bojana Stojanović-Pantović -
Han Steenwijk -
David Stermole - (Janez/Johann Strutz) -
Katja Sturm-Schnabl - Gunnar Olaf Svane

## Š
Josef Pavol Šafárik -

## T
Bożena Tokarz -
Emil Tokarz - Irina Makarova Tominec

## U
Umberto Urbani

## V
André Vaillant - Willem Vermeer -
Reginald Vospernik -

## W
Frank Wollman

## Z
Pavle Zablatnik - Antonín Zavadil